# Associazione Calcio Riunite Messina 1977-1978
Questa pagina raccoglie i dati riguardanti l'Associazione Calcio Riunite Messina nelle competizioni ufficiali della stagione 1977-1978.

## Rosa
| N. |                   | Ruolo | Calciatore       |
| -- | ----------------- | ----- | ---------------- |
|    | Italia (bandiera) | A     | Gianni Andreotti |
|    | Italia (bandiera) | C     | Mario Balzano    |
|    | Italia (bandiera) | C     | Roberto Buttò    |
|    | Italia (bandiera) | D     | Maurizio Caiumi  |
|    | Italia (bandiera) | C     | Arturo Campagna  |
|    | Italia (bandiera) | D     | Angelo Celeste   |
|    | Italia (bandiera) | A     | Giuseppe Cau     |
|    | Italia (bandiera) | C     | Gaetano Di Maria |
|    | Italia (bandiera) | C     | Nunzio Di Mattia |
|    | Italia (bandiera) | A     | Carmelo Frassica |
|    | Italia (bandiera) | P     | Stefano Gazzola  |
|    | Italia (bandiera) |       | Gemelli          |

| N. |                   | Ruolo | Calciatore           |
| -- | ----------------- | ----- | -------------------- |
|    | Italia (bandiera) | P     | Francesco Gentiluomo |
|    | Italia (bandiera) | A     | Antonio Ingemi       |
|    | Italia (bandiera) | C     | Corrado Jovenitti    |
|    | Italia (bandiera) | C     | Angelo Mafali        |
|    | Italia (bandiera) | D     | Agostino Maglio      |
|    | Italia (bandiera) | C     | Sauro Marinelli      |
|    | Italia (bandiera) | D     | Cosimo Milone        |
|    | Italia (bandiera) | A     | Ezio Musa            |
|    | Italia (bandiera) | D     | Guido Onor           |
|    | Italia (bandiera) | C     | Giovanni Rando       |
|    | Italia (bandiera) | C     | Roberto Sartori      |